# 78221 Leonmow
78221 Leonmow este o planetă minoră (asteroid), cu un diametru de 4,971 km, din centura de asteroizi. A fost descoperită pe 18 iulie 2002 la George Observatory⁠(d) de Houston Museum of Natural Science⁠(d). 
Obiectul prezintă o orbită caracterizată de o semiaxă mare de 2,5921068926126 UAi, o excentricitate de 0,22165910946505, o înclinație de 11,344340835457 ° în raport cu ecliptica.